# Uchigatana

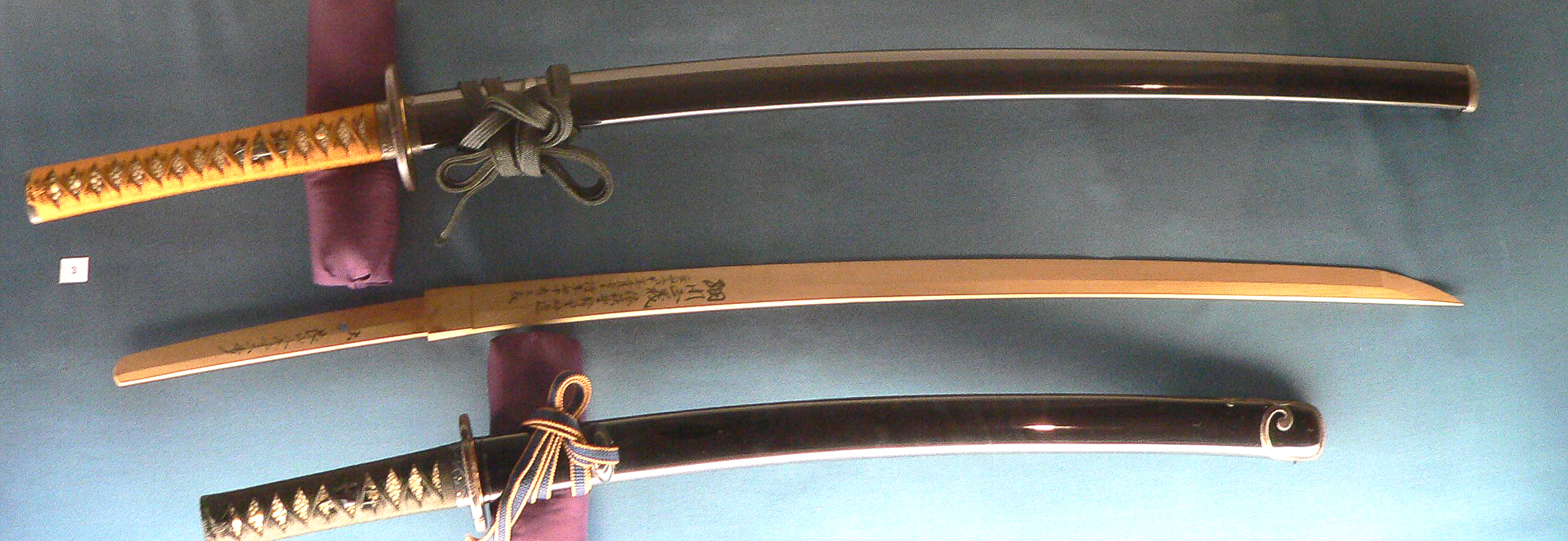
Saya (funda) y hoja ficticia de madera.

La uchigatana (打刀?) es una espada japonesa, predecesora de la katana. Como la katana, es considerada "el alma de un samurái". Desde la era Heian hasta la era Edo la primera espada de guerra fue la tachi. Su larga hoja y su filo puntiagudo la hacían ideal para su uso a caballo. La uchigatana fue creada en la era Muromachi y, a diferencia de la tachi, se colocaba con el filo hacia arriba. La tachi, en cambio, se colocaba en el cinturón con el filo hacia abajo.